# Deion Jones
Deion Jones (* 4. November 1994 in New Orleans, Louisiana) ist ein US-amerikanischer American-Football-Spieler auf der Position des Middle Linebackers in der National Football League (NFL). Zurzeit steht er bei den Tampa Bay Buccaneers unter Vertrag. Zuvor spielte er für die Buffalo Bills, von 2016 bis 2022 für die Atlanta Falcons. 

## Frühe Jahre
Jones ging auf die Highschool in New Orleans, Louisiana. Später ging er auf die Louisiana State University und spielte College Football für die LSU Tigers.

## NFL
Deion Jones wurde im NFL Draft 2016 in der zweiten Runde an 52. Stelle von den Atlanta Falcons ausgewählt. Am 3. Spieltag der folgenden Saison erzielte er im Spiel gegen die New Orleans Saints nach einem Passversuch von Drew Brees seine erste Interception in der NFL. Im Anschluss lief er mit dem Ball 90 Yards in die gegnerische Endzone, was zusätzlich seinen ersten Touchdown in der NFL bedeutete. Am 7. Spieltag der Saison im Spiel gegen die San Diego Chargers erzielte er die zweite Interception in seiner Karriere, die er für 42 Yards zurücktragen konnte. Am Ende seiner ersten Saison erzielte er die meisten Tackles innerhalb des Teams. Am 14. Januar 2017 beim 20:34-Sieg gegen die Seattle Seahawks gelang ihm seine erste Interception in den NFL-Play-offs. Er erreichte mit den Falcons den Super Bowl LI, der aber mit 28:34 gegen die New England Patriots verloren wurde. Eine Saison später wurde er für seine konstant guten Leistungen für den Pro Bowl nominiert.
Am 11. September 2018 wurde er aufgrund einer Fußverletzung auf die Injured Reserve List gesetzt. Am 13. November 2018 wurde er wieder in den aktiven Kader berufen.
Während der Offseason 2019 unterschrieb er einen neuen Kontrakt bei den Falcons, der ihm über vier Jahre 57 Millionen Dollar einbringen konnte, davon 34 Millionen sicher.
Am 10. Oktober 2022 gaben die Falcons Jones und einen Siebtrundenpick 2024 im Austausch gegen einen Sechstrundenpick 2024 an die Cleveland Browns ab.
Am 31. Juli 2023 einigte Jones sich nach einem Probetraining auf einen Vertrag mit den Carolina Panthers. Er wurde zunächst vor Saisonbeginn entlassen und in den Practice Squad aufgenommen, bevor er am 20. September nach der Verletzung von Shaq Thompson in den aktiven Kader aufgenommen wurde.
Im Mai 2024 nahmen die Buffalo Bills Jones unter Vertrag. Er wurde jedoch im Rahmen der Kaderverkleinerung auf 53 Spieler vor Beginn der Regular Season am 25. August 2024 entlassen.
Da bei den Tampa Bay Buccaneers aufgrund einer Reihe von Verletzungen ein Engpass auf der Linebacker-Position entstanden war, wurde Deion Jones am 10. Dezember 2024 für den Practice Squad verpflichtet.